# East Brunswick (New Jersey)
East Brunswick è un comune (township) degli Stati Uniti d'America, nella contea di Middlesex, nello Stato del New Jersey.
Fa parte dell'area metropolitana di Trenton-Princeton-New Brunswick.